# Galagoides zanzibaricus udzungwensis
Il galagone degli Udzungwa (Galagoides zanzibaricus udzungwensis Honess, 1996) è un primate strepsirrino della famiglia dei Galagidi.

## Distribuzione e habitat
Questa sottospecie è endemica dei Monti Udzungwa, dove vive nella foresta ad altezze medio-basse.

## Descrizione

### Dimensioni
Misura fino a 30 cm, di cui metà spettano alla coda.

### Aspetto
Il pelo è grigio sul dorso e giallastro sul ventre. La testa è tondeggiante, con due grandi occhi da animale notturno e due grandi orecchie mobili indipendentemente l'una dall'altra. Le mani possiedono dita allungate e dai polpastrelli rigonfi, per una maggiore adesione alle superfici dei rami.

## Biologia
Questa specie di recente classificazione non è stata ancora studiata in modo esauriente allo stato selvatico: si ritiene tuttavia che il suo comportamento non sia molto dissimile da quello di altre specie congeneri.